# 定岡卓摩
定岡 卓摩（さだおか たくま、1986年10月17日 - ）は、福岡県福岡市出身の元プロ野球選手（内野手）。右投右打。福岡ダイエーホークスとして最後にドラフト指名された選手。

## 経歴

### プロ入り前
小学4年生でソフトボール、5年生の時に少年野球チーム「福岡ニュースターズ」に入り硬式野球を始める。市立青葉中学校3年生の時、父に勧められたダイエーの入団テストにオープン参加して遠投100mの強肩を披露し周囲を驚かせる。その頃から140kmの球を投げる投手として、地元では有名であった。
福岡工大城東高に進学後は主軸として活躍し、2004年の第76回選抜高等学校野球大会では4番を務めベスト8に進出。夏の福岡大会では抑え投手も務め146km/hを記録するなど、その身体能力の高さを見せた。高校通算40本塁打。
2004年のドラフト会議で、福岡ダイエーホークスから7巡目で指名された。指名後に球団はソフトバンクに売却され、福岡ソフトバンクホークスに球団名が変わった。

### プロ入り後
2005年には、二軍の公式戦22試合に出場（打率.160、0本塁打）。
2006年には、二軍でも11試合の出場にとどまった。一軍昇格の機会がないまま、シーズン終了後には入団2年目にして戦力外通告を受けたが、12球団合同トライアウトを経て千葉ロッテマリーンズへ移籍した。
2007年は二軍の公式戦で72試合に出場。打席数こそイースタン・リーグでの規定打席数に満たなかったものの、4番打者の細谷圭に次ぐ6本塁打を放つなど、長打力を遺憾なく発揮した。その一方で、本塁打以外の長打は二塁打3本のみ。さらに、安打数41に対して四球数が6個にとどまるなど、打撃面では初球からバットを振りまわす粗さが目立った。
2008年、二軍公式戦で54試合に出場。打率.231、4本塁打を記録した。
2009年には、二軍公式戦62試合の出場で、打率.241、5本塁打。
2010年には、二軍で自身初の2ケタ本塁打（10本）を記録したものの、打率は.229にとどまった。
2011年、二軍公式戦で自己最高の84試合に出場（打率.235、5本塁打）。10月9日に戦力外通告を受けた。ロッテにとっては地元出身でもドラフト上位でもない外様であったが、定岡の真面目な性格と練習態度が評価され、ロッテ時代は5シーズンもの間チャンスを貰っていた。

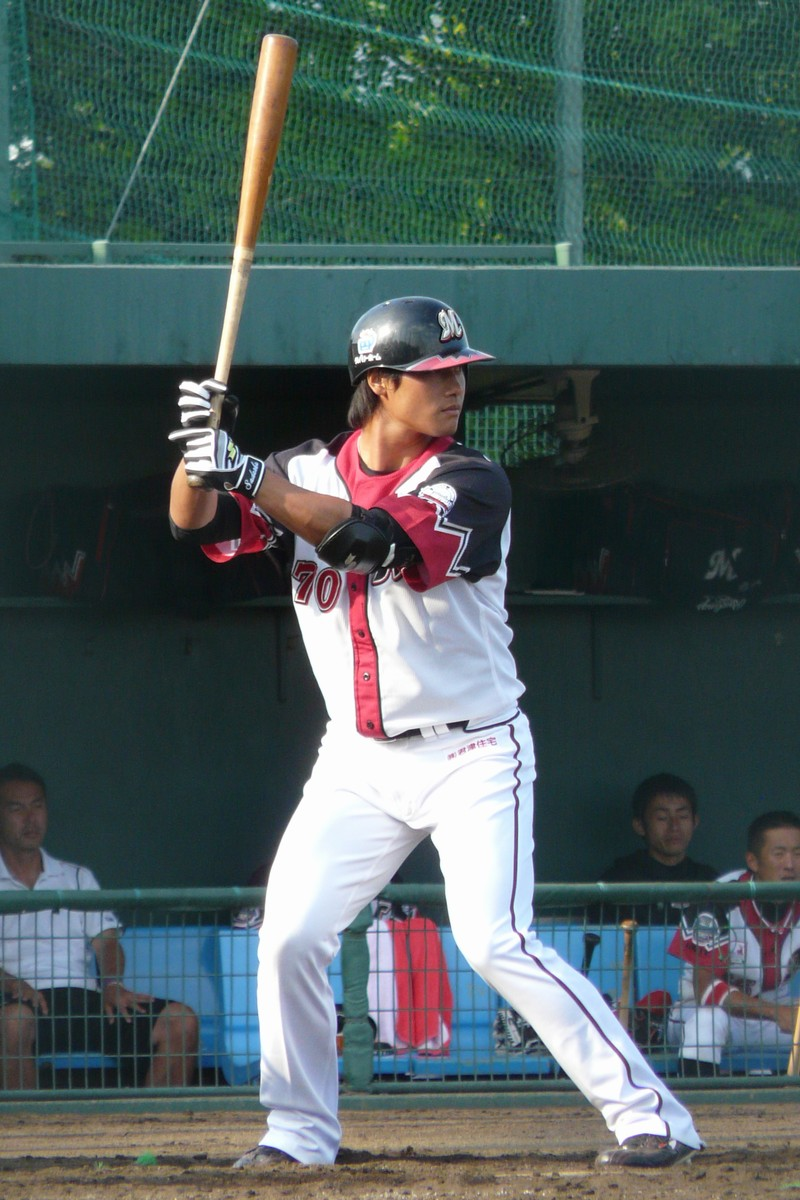
千葉ロッテマリーンズ時代
（2009年8月26日、ロッテ浦和球場）

その後、12月6日に東北楽天ゴールデンイーグルスが獲得を発表した。
2012年、6月20日の対横浜DeNAベイスターズ戦で、プロ8年目での一軍デビュー。第2打席でプロ入り初安打となる左翼線への二塁打を放つとともに、プロ初得点も記録した。シーズン通算では、一軍公式戦で16試合に出場（12試合でスタメンに起用）。58試合に出場した二軍の公式戦では、自己最高の打率.305、出塁率.337（154打数47安打6本塁打9二塁打1三塁打9四球1死球）を記録した。
2013年、一軍公式戦への出場機会がないまま、10月4日に球団から自身3度目の戦力外通告を受けた。通告後に第1回12球団合同トライアウトへ参加したが、結局は現役からの引退を決めた。

### 現役引退後
2013年12月19日に、横浜DeNAベイスターズがチームスタッフとして定岡と契約したことを発表。打撃投手、ブルペン捕手を歴任後、2021年よりバスドライバー兼施設担当に就任。

## 家族
父は南海ホークスで遊撃手として活躍した定岡智秋であり、定岡正二、定岡徹久は叔父である。野球一家であるが、兄は一般人である。

## 詳細情報

### 年度別打撃成績
| 年 度     | 球 団     | 試 合 | 打 席 | 打 数 | 得 点 | 安 打 | 二 塁 打 | 三 塁 打 | 本 塁 打 | 塁 打 | 打 点 | 盗 塁 | 盗 塁 死 | 犠 打 | 犠 飛 | 四 球 | 敬 遠 | 死 球 | 三 振 | 併 殺 打 | 打 率 | 出 塁 率 | 長 打 率 | O P S |
| --------- | --------- | ----- | ----- | ----- | ----- | ----- | -------- | -------- | -------- | ----- | ----- | ----- | -------- | ----- | ----- | ----- | ----- | ----- | ----- | -------- | ----- | -------- | -------- | ----- |
| 2012      | 楽天      | 16    | 37    | 32    | 4     | 5     | 3        | 0        | 0        | 8     | 2     | 0     | 0        | 2     | 0     | 3     | 0     | 0     | 16    | 0        | .156  | .229     | .250     | .479  |
| 通算：1年 | 通算：1年 | 16    | 37    | 32    | 4     | 5     | 3        | 0        | 0        | 8     | 2     | 0     | 0        | 2     | 0     | 3     | 0     | 0     | 16    | 0        | .156  | .229     | .250     | .479  |

### 年度別守備成績
| 年 度 | 球 団 | 一塁  | 一塁  | 一塁  | 一塁  | 一塁  | 一塁     | 外野  | 外野  | 外野  | 外野  | 外野  | 外野     |
| 年 度 | 球 団 | 試 合 | 刺 殺 | 補 殺 | 失 策 | 併 殺 | 守 備 率 | 試 合 | 刺 殺 | 補 殺 | 失 策 | 併 殺 | 守 備 率 |
| ----- | ----- | ----- | ----- | ----- | ----- | ----- | -------- | ----- | ----- | ----- | ----- | ----- | -------- |
| 2012  | 楽天  | 1     | 9     | 0     | 0     | 0     | 1.000    | 13    | 14    | 1     | 0     | 0     | 1.000    |
| 通算  | 通算  | 1     | 9     | 0     | 0     | 0     | 1.000    | 13    | 14    | 1     | 0     | 0     | 1.000    |

### 記録
- 初出場・初先発出場：2012年6月20日、対横浜DeNAベイスターズ4回戦（日本製紙クリネックススタジアム宮城）、8番・右翼手として出場
- 初打席：同上、3回裏に藤井秀悟の前に空振り三振
- 初安打：同上、6回裏に藤井秀悟から左翼線二塁打
- 初打点：2012年8月8日、対オリックス・バファローズ15回戦（日本製紙クリネックススタジアム宮城）、5回裏に井川慶から左前適時打

### 背番号
- 35 （2005年 - 2006年）
- 70 （2007年 - 2011年）
- 62 （2012年 - 2013年）
- 102 （2014年）
- 121 （2015年 - 2020年）